# Kunnathunad
Kunnathunad es una ciudad censal situada en el distrito de Ernakulam en el estado de Kerala (India). Su población es de 22881 habitantes (2011). Se encuentra a 23 km de Cochín y a 64 km de Thrissur.

## Demografía
Según el censo de 2011 la población de Kunnathunad era de 22881 habitantes, de los cuales 11360 eran hombres y 11521 eran mujeres. Kunnathunad tiene una tasa media de alfabetización del 94,32%, superior a la media estatal del 94%: la alfabetización masculina es del 96,79%, y la alfabetización femenina del 91,90%.